# 돋보기말목
돋보기말목(Chromulinales)은 황조류(황조강)에 속하는 조류 목의 하나이다. 크로물리나목 또는 외초리말목로도 불린다.

## 하위 과
- 돋보기말과 (Chromulinaceae) - 크로물리나과 또는 외초리말과
- Chrysamoebaceae
- Chrysocapsaceae
- Chrysococcaceae
- Chrysolepidomonadaceae
- Chrysosphaeraceae
- Chrysothallaceae
- 나팔말과 (Dinobryaceae)
- Paraphysomonadaceae